# 高桥镇 (南江县)
高桥镇，原为高桥乡，是中华人民共和国四川省巴中市南江县下辖的一个乡镇级行政单位。2019年12月，撤销高桥乡和平岗乡，设立高桥镇，以原高桥乡和原平岗乡所属行政区域为高桥镇的行政区域。

## 行政区划
高桥镇下辖以下地区：
高桥社区、箭杆村、龙潭村、悬峰村、五山庙村、土门村、岭上村、三星村、铜锣村、元坨村和黄梁村。